# 重原藩
重原藩（しげはらはん）は、明治改元後から廃藩置県までの間、三河国に存在した藩。石高は2万8000石。藩庁は重原陣屋に置かれた。設楽郡には田口代官所を置いて統治した。

## 地理
現在の愛知県知立市を中心に、刈谷市・安城市・豊田市のそれぞれ一部が藩領であった。知立（上重原村-867石、牛田村-579石、中村-362石、谷田村-224石、八田村-222石、来迎寺村-93石）。刈谷（小垣江村-1255石、下重原村-694石、野田村-531石、半城土村-437石、高須村-296石、犬ヶ坪村-190石）。安城（里村-741石、今村-646石、福釜村-483石、高棚村-475石、榎前村-448石、箕輪村-251石、篠目村-208石、和泉村-152石、大浜茶屋村-35石）。豊田（駒場村-788石、東鴛鴨村-443石、西鴛鴨村-443石、堤村-180石）。刈谷市重原本町（浄福寺）に陣屋跡が残される。

## 藩史
この地は元々は刈谷藩の領土だったが、寛政2年（1790年）、土井氏の第3代藩主・土井利制の時代に寛政一揆が発生し、この責任を取らされ1万3000石を陸奥福島藩と村替え（領地替え）の処罰を課せられた。
福島藩主・板倉勝尚は戊辰戦争で新政府に反抗したことから罪に問われ、明治元年（1868年）12月に3万石の所領のうち2000石を削減され、さらに強制的に隠居することを命じられた。
代わって家督を継いだ板倉勝達は、寛政4年（1792年）から三河国内にあった福島藩飛び地に移封され、これに福島藩旧領と上総国内にあった所領を合わせて2万8000石の藩主として、明治2年（1869年）1月に重原藩を立藩する。また、旧幕府直轄地の三河県（府藩県三治制）の一部地域も重原藩に編入される。明治2年（1869年）の版籍奉還で重原藩知事に任命された勝達は、行政機構の改革をはじめ、藩校・教導館を養正館に改称して教育の普及に尽力した。
なお、藩庁の建設も行なわれたが、明治4年（1871年）7月、廃藩置県により重原藩は廃藩となって中止された。そして重原県、額田県を経て、愛知県に編入された。

## 歴代藩主
板倉家
2万8000石
1. 勝達〔従五位下・内膳正〕